# 패션 피쉬
《패션 피쉬》(영어: Passion Fish)는 미국에서 제작된 존 세일스 감독의 1992년 드라마 영화이다. 메리 맥도널 등이 출연하였고, 세라 그린 등이 제작에 참여하였다.

## 출연진
- 메리 맥도널
- 앨프리 우더드
- 본디 커티스홀
- 데이비드 스트러세언
- 리오 버미스터
- 노라 던
- 앤절라 배싯
- 실라 켈리

## 기타 제작진
- 미술: 댄 비숍, 다이애나 프리스
- 의상: 신시아 플린트